# Rekop György
Rekop György (Budapest, 1984. március 9.) magyar humorista.

## Pályafutása
A kőbányai Zrínyi Miklós Gimnáziumban végzett 2002-ben, majd az ELTE Természettudományi karán diplomázott 2009-ben. 2008 májusában a Godot Dumaszínházban fedezték fel tehetségét, a Fiatal Félőrültek Fesztiválján. 2009-2013 között tagja volt a Dumaszínháznak, rendszeres fellépője volt az RTL Klub Showder Klub című műsorának és a Comedy Central saját gyártású stand-up sorozatának. A TrollFoci TV műsorvezetője, a TrollFoci arca és szóvivője volt, jelenleg szabadúszó humorista, blogger és a T-KÖZÉP YouTube csatorna csapatának tagja.

## Munkái

### Televízió
- Comedy Central bemutatja
- Showder Klub
- TrollFoci TV

### Könyv
- Rekop György és az Adminok: TrollFoci (A Twister media kiadásában, "Aranykönyv" díjas 2015-ben)